# S7 Airlines
S7 Airlines (dříve Sibir Airlines) (rusky: ПАО «Авиакомпания „Сибирь“»), patří spolu se společnostmi Aeroflot a UTair k největším leteckým společnostem v Rusku. Je členem skupiny S7 Group, dříve mj. spolu se společností Globus, která byla vyčleněna z S7 a létá pravidelné i charterové linky.

## Historie

### Počátky společnosti
Původ společnosti je možné vysledovat až k začátkům provozu civilních letů z vojenského letiště v Novosibirské oblasti v roce 1957. Formálně byla společnost Sibir založena v roce 1992 a v roce 1994 obdržela kód ICAO. Společnost navázala na regionální provoz Aeroflotu.

### Rozvoj společnosti
V roce 2001 společnost koupila Vnukovské aerolinie a stala se společností s největším objemem přepravy na domácích linkách. Většinu svých linek začala provozovat z letiště Moskva-Domodědovo. V roce 2005 jako první ruská společnost zahájila prodej letenek přes internet.

### Rebranding
V roce 2006 se stala společnost členem skupiny S7 group a s tím proběhla i změna značky (rebranding) ze Sibir na S7. S tím souvisela i kompletní změna nátěru letounů z nenápadné modro-bílé na výrazně zelenou s červeným logem. V roce 2007 byla z S7 vyčleněna společnost Globus, která byla v roce 2010 prodána. V roce 2010 se S7 stala členem aliance Oneworld

## Destinace
Společnost provozuje značně rozsáhlou síť linek, převážně do destinací v Rusku a Společenství nezávislých států. Jejich počet se začátkem roku 2011 blížil devadesáti a počet obsluhovaných zemí třiceti. 
Do České republiky létá pravidelný spoj z Novosibirsku do Prahy. V letní sezóně 2020 tuto linku bude létat třikrát týdně. Na jaře 2011 obdržela společnost přepravní práva na linku Petrohrad-Pulkovo - Brno-Tuřany, uskutečněna ale nebyla.
4. března 2022 společnost oznámila pozastavení všech zahraničních letů.

## Letecké nehody
4. října 2001 byl letoun Tu-154M na lince 1812 z Tel Avivu do Novosibirska omylem sestřelen nad Černým mořem raketou S-200 ukrajinské armády. Zahynulo všech 78 osob na palubě.
24. srpna 2004 se letoun Tu-154B, na lince 1047 z Moskvy do Soči, stal terčem teroristického bombového útoku. K explozi došlo v prostoru Rostova na Donu. Zahynulo všech 46 osob na palubě.
9. června 2006, už pod značkou S7 Airlines, let 778, došlo k nehodě Airbusu 310 během přistání v Irkutsku. Po chybě posádky, s poruchou na obraceči tahu motorů, letoun nedobrzdil na mokré dráze a po nárazu do betonové zídky došlo k požáru. Zahynulo 124 osob, 79 se zachránilo.